# Mura (écrivaine)
Pour les articles homonymes, voir Mura.
Mura, pseudonyme de Maria Assunta Giulia Volpi Nannipieri, née à Bologne le 25 octobre 1892 et décédée le 16 mars 1940 à Stromboli, est une journaliste et écrivaine italienne, l’une des plus célèbres dans le domaine du roman d’amour. Un de ses romans traitant d’une relation bi-raciale est banni par le régime fasciste italien.

## Biographie
Mura naît à Bologne dans une famille modeste qui quitte Bologne pour s’installer à Livourne puis à Milan quand elle est enfant. En 1912, elle commence à travailler à Milan comme journaliste pour la maison d’édition Sonzogno (it), qui sera son éditeur. Elle passe aussi du temps à Gavirate dans la province de Varèse, où elle composera la majorité de ses romans.
Elle travaille également pour le Touring Club Italiano et collabore à des magazines et revues, tels que L'illustrazione italiana et l’hebdomadaire Novella 2000 (it) pour lesquels elle écrit des nouvelles et romans en feuilleton.
En 1919, Mura publie son premier roman Perfidie (Les Perfides en français), dans lequel elle met en scène un couple lesbien. Son premier grand succès est le roman Piccola qui se vend à plusieurs milliers d’exemplaires. 
En 1934 sort le roman Sambadù, amore negro qui raconte une histoire d’amour entre Sambadù, ingénieur noir, et Silvia, jeune veuve de la haute bourgeoisie. Une première mouture avait été publiée dans la revue Lidel sous le titre de Niôminkas amore negro et racontait l'histoire d'amour et le mariage des deux protagonistes. Dans la version imprimée, Mura ajoute la naissance d'un fils et un divorce. La couverture du livre, réalisée par Marcello Dudovich, montre un couple bi-racial enlacé.
L'Italie fasciste préparait la campagne d'Abyssinie et le roman provoque la colère de Mussolini qui le censure, en fait séquestrer tous les exemplaires, et place Mura sous surveillance policière. Les critiques ne s'accordent pas sur les raisons de la censure. Pour Guido Bonsaver, la seule vue de la couverture a entraîné le retrait du livre. Pour d'autres, comme Ulla Åkerström, c'est le personnage de Silvia qui explique la censure : une femme indépendante qui choisit un compagnon de race différente, se marie, a un enfant, demande le divorce et décide d'élever seule son fils. Dans cette optique, le personnage va à l'encontre de la politique morale et familiale du régime fasciste. Le livre tombe dans l'oubli, jusqu'à sa republication en 2022 par la maison d'édition Ad Astra.
La séquestration du livre et la surveillance policière ne mettent pas fin à la production littéraire de Mura, elle continue à écrire des romans à succès et à voyager.

En 1940, elle se trouve en Libye, où elle fait des recherches pour un nouveau roman. Le 16 mars 1940, elle embarque sur le vol Tripoli-Rome de l'Avio Linee Italiane et meurt quand l'avion s'écrase sur l'île de Stromboli.